# 国家原子能机构
国家原子能机构（英語：China Atomic Energy Authority），简称原子能机构，是负责核工业事务的国务院部委管理的国家局，由中华人民共和国工业和信息化部对外保留牌子。
国家原子能机构负责核领域政府间及与国际组织的交流与合作，并牵头负责国家核事故的应急管理工作。

## 职责
根据有关规定，国家原子能机构承担下列职能：
1. 负责研究、拟定中国和平利用核能事业的政策和法规；
2. 负责研究、制定中国和平利用核能事业的发展规划、计划和行业标准；
3. 负责中国和平利用核能（除核电外）相关项目的论证、审批、监督、协调项目的实施；
4. 负责核安保与核材料管制；
5. 负责核进出口审查和管理；
6. 负责核领域政府间及与国际组织的交流与合作，代表中国政府参与国际原子能机构事务；
7. 承担国家核事故应急管理办公室的日常工作，负责研究制定国家核事故应急预案并组织实施；
8. 负责核设施退役及放射性废物管理。

## 机构设置
根据有关规定，国家原子能机构设置下列机构：

### 内设机构
- 综合司
- 发展计划司
- 系统工程司
- 核应急与核安全司
- 科技与质量司
- 外事司
- 国际合作司
- 协调司

### 直属机构
- 国家核事故应急办公室
- 国家原子能机构核材料管制办公室
- 国家原子能机构同位素管制办公室

### 直属事业单位
- 国家国防科技工业局核技术支持中心（国家原子能机构核技术支持中心）
- 国家国防科技工业局核应急响应技术支持中心（国家核应急响应技术支持中心）
- 国家核安保技术中心

## 历任领导
| 国家原子能机构主任 ...... - 张克俭（2018年5月—2025年1月，工业和信息化部副部长、国防科工局局长兼） - 单忠德（2025年1月—，工业和信息化部副部长、国防科工局局长兼） | 国家原子能机构副主任 ...... - 刘敬（2023年—，国防科工局副局长兼） 国家原子能机构秘书长 ...... - 黄平（2024年—） |